# Lucius Verus

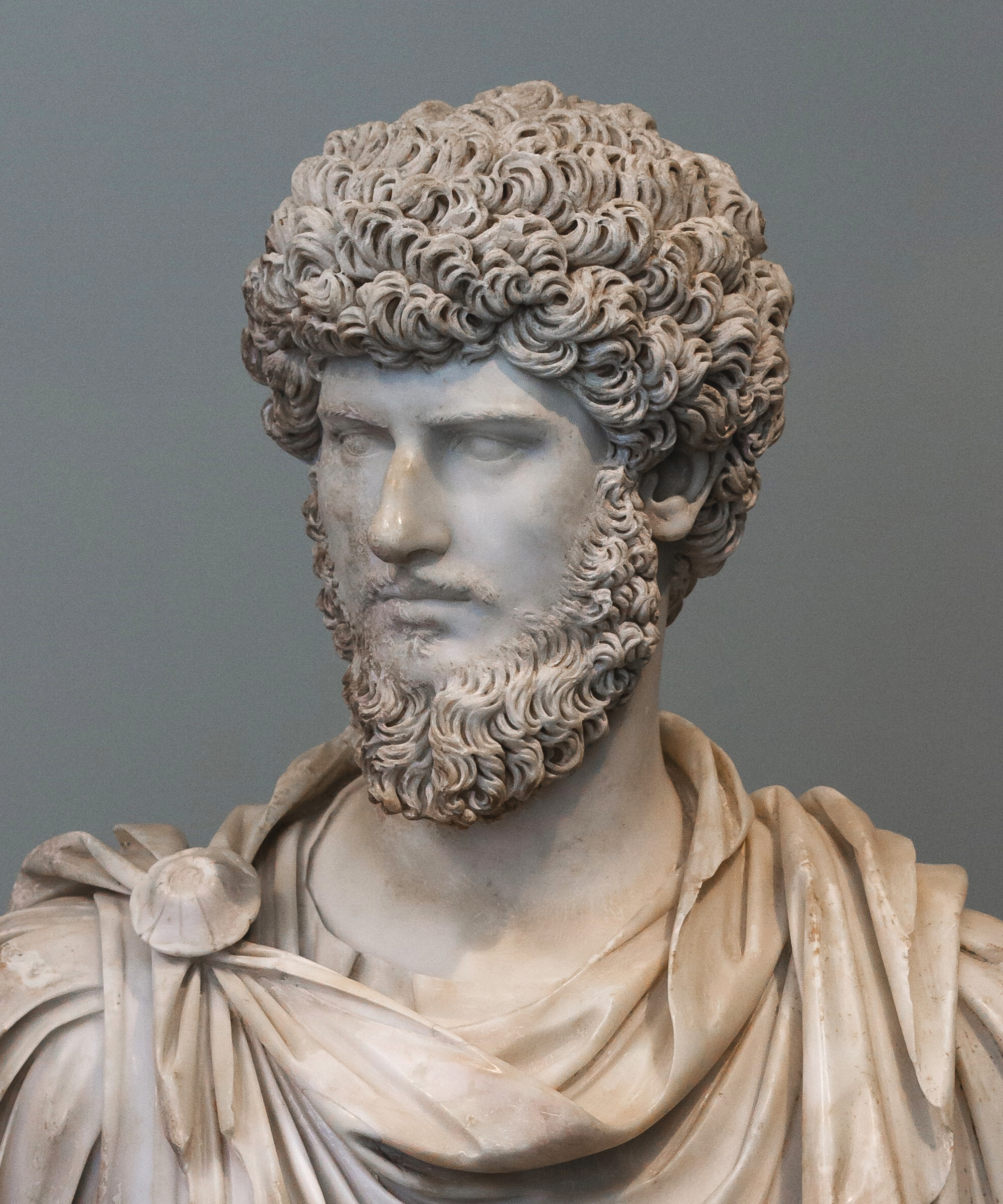
Büste des Lucius Verus (Metropolitan Museum of Art)

Lucius Aurelius Verus (vor seiner Erhebung zum Kaiser Lucius Ceionius Commodus, Lucius Aelius Commodus, Lucius Aelius Aurelius Commodus; * 15. Dezember 130; † 169 in Altinum) war gemeinsam mit Mark Aurel von 161 bis zu seinem Tod römischer Kaiser.

## Leben

### Abstammung und Erziehung
Verus war der Sohn des Lucius Aelius Caesar, eines Mannes aus der Umgebung des Kaisers Hadrian, und dessen Frau Avidia. Verus hieß zuerst wie sein Vater Lucius Ceionius Commodus, stammte also aus dem Geschlecht der Ceionier. Als im Jahr 136 sein Vater von Hadrian adoptiert und als Nachfolger designiert wurde, erhielt Verus den Namen Lucius Aelius Commodus. Jedoch starb Lucius Aelius Caesar bereits im Januar 138, und der todkranke Hadrian machte stattdessen Antoninus Pius zu seinem Nachfolger, allerdings unter der Bedingung, dass Antoninus seinerseits Lucius Verus adoptierte. Dies geschah am 25. Februar 138. Verus erhielt das Gentilnomen Aurelius und hieß nun Lucius Aelius Aurelius Commodus. Gleichzeitig wurde er auf Hadrians Geheiß mit Faustina, der Tochter des Antoninus, verlobt – nach Ansicht mehrerer Forscher ist dies ein klarer Hinweis darauf, dass Hadrian ihn als künftigen Kaiser und Nachfolger des Antoninus ausersehen hatte (so etwa Timothy Barnes). Mark Aurel, der angeheiratete Neffe des Antoninus, wurde von diesem ebenfalls adoptiert. 
Nach Hadrians Tod am 10. Juli 138 bevorzugte Antoninus jedoch Mark Aurel gegenüber Lucius Verus und löste sofort die Verlobung zwischen Lucius Verus und Faustina, die stattdessen im Jahr 145 Mark Aurel heiratete. Die von Hadrian offenbar vorgesehene Rangordnung zwischen Lucius Verus und Mark Aurel wurde also umgekehrt. Als kaiserlicher Prinz wurde Lucius Verus dennoch sorgfältig durch den berühmten Rhetoriker und Anwalt Marcus Cornelius Fronto erzogen, der Lucius Verus und Mark Aurel sehr zugetan war. Von Lucius Verus wird berichtet, er sei ein außergewöhnlicher Schüler gewesen, stolz auf seine Leistungen in der Poesie und der freien Rede.

### Politische Karriere

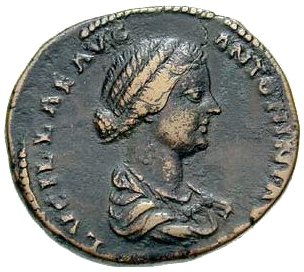
Lucilla

Lucius Verus’ politische Karriere begann als Quästor im Jahre 153 und dann als Konsul 154, mit 24 Jahren viel eher, als es das Mindestalter von 32 Jahren für diese Aufgabe eigentlich zuließ, und ohne zuvor Prätor gewesen zu sein. 161 war er erneut Konsul, mit Mark Aurel als Seniorpartner. Im selben Jahr starb Antoninus, und Mark Aurel wurde zunächst zum alleinigen Kaiser ausgerufen. Jedoch wurde Lucius Verus von diesem wenig später zum Mitkaiser (Augustus) ernannt – ein Vorgang ohne vorheriges Beispiel im Römischen Reich. Lucius Verus erhielt als Kaiser den Namen Lucius Aurelius Verus Augustus. 
Offiziell hatten beide Männer fast gleiche Machtbefugnisse, tatsächlich aber war es Mark Aurel, der als senior Augustus eindeutig die Führung beanspruchte. Die Existenz von zwei völlig gleichberechtigten Herrschern wäre mit dem Wesen des Prinzipats auch unvereinbar gewesen. Der Rangunterschied zwischen den beiden Kaisern wurde nach außen unter anderem daran verdeutlicht, dass nur Mark Aurel pontifex maximus war; zudem war von Bedeutung, dass Mark Aurel der Urheber des Kaisertums (auctor imperii) seines Mitherrschers war. Lucius Verus erhielt wenig später das Oberkommando über die römische Armee im Osten, wo ein Krieg mit den Parthern bevorstand. Um die Allianz mit seinem Adoptivbruder zu festigen, gab Mark Aurel 163 seine Tochter Lucilla Lucius Verus zur Frau, mit der dieser eine Tochter und eventuell weitere Kinder hatte. Zugleich machte diese Heirat erneut die Hierarchie zwischen den beiden Kaisern deutlich: Als sein Schwiegersohn wurde Lucius Verus gewissermaßen künstlich um eine Generation gegenüber Mark Aurel herabgestuft.

### Partherfeldzug

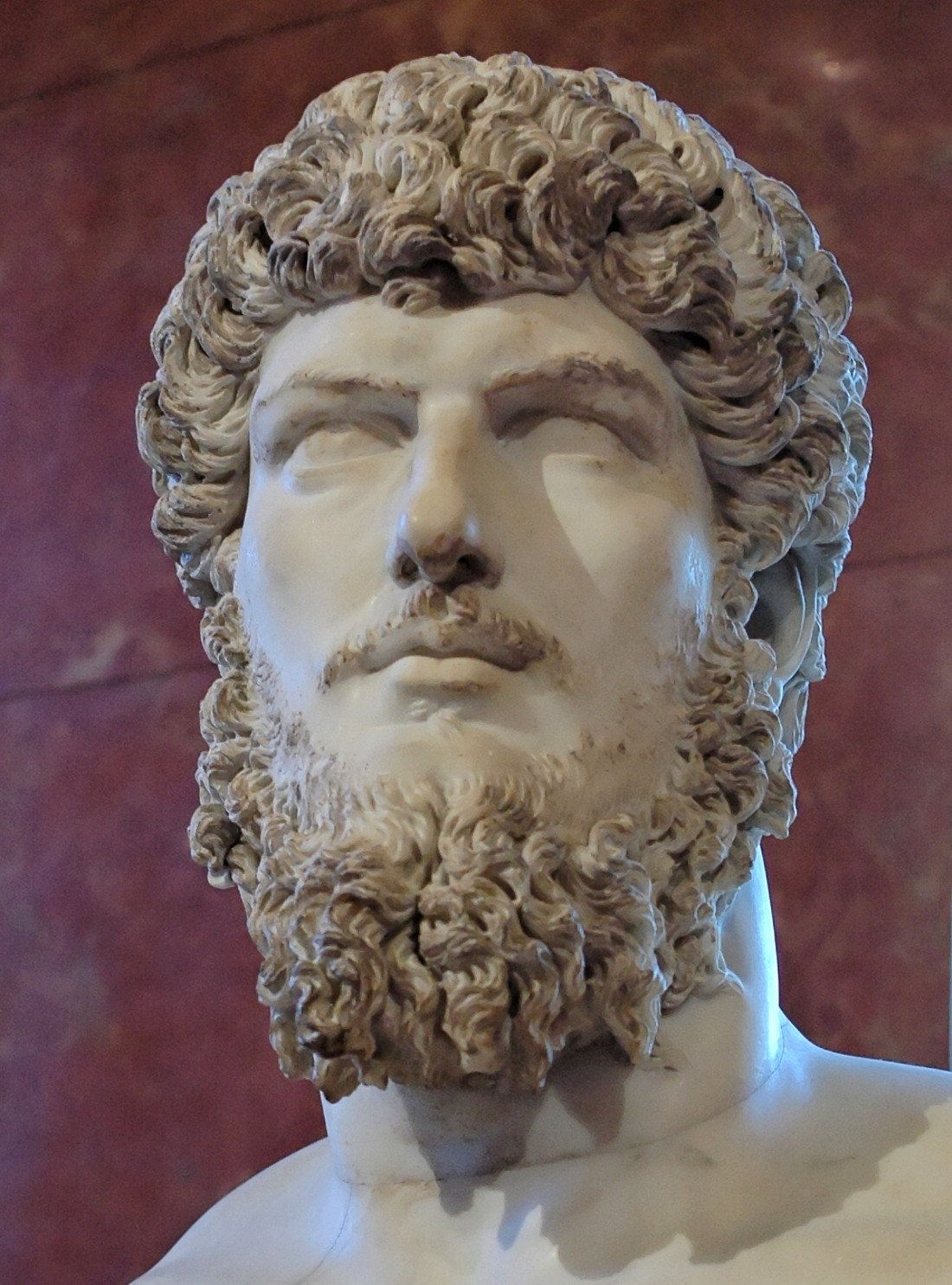
Büste des Lucius Verus

Zwischen 162 und 166 führte Lucius Verus im Osten das Kommando über den römischen Feldzug gegen das Partherreich der Arsakiden, die 161 römische Territorien in Armenien überfallen hatten, möglicherweise, um ihrerseits einem Angriff zuvorzukommen. Lucius Verus wird nachgesagt, er sei ein hervorragender Befehlshaber gewesen, ohne Bedenken, militärische Aufgaben an kompetentere Generäle zu delegieren. Erst spätere Berichte behaupten, dass Lucius Verus während des Partherkriegs nicht das harte Leben der Soldaten geteilt habe: Er sei, wie es heißt, immer umgeben gewesen von Schauspielern und Musikern, genoss zahlreiche Bankette und andere Freuden des Lebens. Fest steht, dass er sich 162 in die Mysterien von Eleusis einweihen ließ und damit seinen Philhellenismus zum Ausdruck brachte.
Allem Anschein nach konnte sich seine angeblich so lebensfrohe Art ohne Schaden auf die Offiziersränge übertragen, da die Moral der Truppe hoch war und die erforderlichen Aktionen der Armee nicht unterblieben: Lucius Verus war ein sehr erfolgreicher Feldherr, der seine Ziele mit Geschick erreichte, wobei die operative Führung freilich (wie üblich) erfahrenen Offizieren oblag, wie insbesondere dem General Avidius Cassius und dem Prätorianerpräfekten Titus Furius Victorinus; denn weder Lucius Verus noch Mark Aurel hatten unter Antoninus Pius irgendwelche militärische Erfahrung sammeln dürfen. 163 stießen die römischen Truppen siegreich gegen die Parther vor und konnten das strategisch wichtige Armenien sichern, wo ein pro-römischer König namens Sohaemus eingesetzt wurde; der vorherige König Pakoros war 161 zu den Römern geflohenen und starb in Rom. Im folgenden Jahr erfolgte der Hauptangriff in Richtung Mesopotamien, und wieder konnten die Parther geschlagen werden.
165 wurde die parthische Hauptstadt Ktesiphon geplündert, und der Krieg konnte bald darauf beendet werden, ohne dass sich an der Ostgrenze Roms größere Veränderungen ergaben: Die Römer begnügten sich offenbar damit, fortan Nordmesopotamien indirekt zu kontrollieren, und verzichteten darauf, die Arsakiden durch eine formale Annexion der Gebiete zu provozieren (diesen Fehler sollte später Septimius Severus machen). Allerdings schleppten die aus dem Osten zurückkehrenden römischen Truppen offenbar eine Seuche in das Reich ein (die so genannte Antoninische Pest, wahrscheinlich die Pocken). Nach seiner Rückkehr wurde Lucius Verus am 12. Oktober des Jahres 166 in Rom mit einem Triumphzug gefeiert. Lucius Verus teilte diesen Triumph mit seinem Kaiserkollegen, dem senior Augustus Mark Aurel. Ungewöhnlich, weil unüblich, an dieser Parade war, dass sie als große Familienfeier Lucius Verus, Mark Aurel, deren Söhne und die unverheirateten Töchter mit umfasste. Beide Augusti führten fortan auch den Titel pater patriae. Um aber keine Zweifel an der Nachfolgeregelung aufkommen zu lassen, erhob Mark Aurel noch am selben Tag seine beiden Söhne Commodus und Annius Verus zu Caesares.

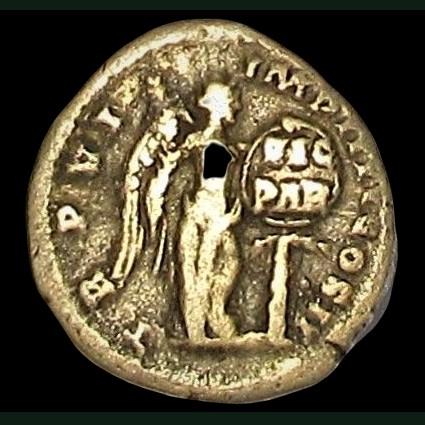
Denar anlässlich des Triumph von 166 n. Chr., Victoria zeigt den Sieg über die Parther auf Schild: VIC PAR

Einige Jahre später wurde in Ephesos, wo Lucius Verus zeitweilig sein Hauptquartier aufgeschlagen hatte, vielleicht ein großes Siegesmonument für den mittlerweile verstorbenen Kaiser errichtet. Nach Ansicht mancher Forscher ist das Monument allerdings älter und bezieht sich nicht auf Lucius Verus.

### Lebensstil
Die nächsten beiden Jahre verbrachte Lucius Verus in Rom. Die späteren Quellen berichten, dass er sein glamouröses Leben fortgeführt und eine Schar von Schauspielern und Günstlingen um sich gehabt habe. Er habe sich sogar eine Schänke in sein Haus einbauen lassen und dort mit seinen Freunden bis in den Morgen gefeiert. Er soll es auch genossen haben, durch die Stadt zu streifen und sich unters Volk zu mischen, ohne seine Identität zu offenbaren. Zirkusspiele waren eine weitere Passion seines Lebens, besonders Wagenrennen. Wie es heißt, missbilligte Mark Aurel Lucius Verus’ Lebenswandel, aber da er seine offiziellen Aufgaben effizient absolvierte, bot er Marc Aurel keinen Angriffspunkt. Der Wahrheitsgehalt dieser Berichte ist umstritten, es könnte sich auch um üble Nachrede handeln. Es gibt nämlich durchaus Hinweise auf Konflikte: Philostratos erwähnt beiläufig, Mark Aurel habe seinem Mitkaiser zutiefst misstraut, weshalb unter anderem Herodes Atticus wegen seiner Freundschaft zu Verus in Ungnade gefallen sei. Und Cassius Dio berichtet, Verus habe sich mit anderen gegen Mark Aurel verschworen und sei daher von diesem vergiftet worden.

### Tod und Vergöttlichung
Anfang 168 überquerte Lucius Verus die Alpen und begab sich auf eine Inspektionsreise zu den römischen Truppen an der Nordgrenze. Nach dem Beginn der Markomannenkriege bezogen die Kaiser Mark Aurel und Lucius Verus im Herbst 168 ihr Hauptquartier in Aquileia in Oberitalien, um von dort aus die Kampfhandlungen zu leiten. Zu Beginn des Jahres 169, als die „Pest“ erneut ausbrach, entschlossen sich beide Augusti, nach Rom zurückzukehren. Unterwegs erkrankte Lucius Verus ganz plötzlich und starb nach wenigen Tagen in dem Städtchen Altinum.
Späteren Quellen zufolge zweifelten manche Zeitgenossen an einem natürlichen Tod des Lucius Verus. Man verdächtigte unter anderem seine Schwiegermutter Faustina und seine Gattin Lucilla, die Ermordung mit Wissen Mark Aurels veranlasst zu haben. Es wurde auch gestreut, Verus habe ein sexuelles Verhältnis zu Faustina unterhalten und sei von ihr ermordet worden, nachdem er sich gegenüber Lucilla offenbart hatte. Für derartige Verdächtigungen gibt es aber keine stichhaltigen Beweise. Plausibler ist es, dass Lucius Verus der Antoninischen Pest, die aller Wahrscheinlichkeit nach eigentlich eine Pockenepidemie war, erlag. Manche Mediziner sehen zwar in einem Schlaganfall die Ursache, diese Diagnose beruht allerdings auf einer unkritischen Übernahme der Angaben der unzuverlässigen Historia Augusta, die Verus als Trinker und Schlemmer darstellt.
Trotz der wachsenden Differenzen zwischen ihnen betrauerte Mark Aurel öffentlich den Verlust seines Adoptivbruders, der immer demonstrativ loyal zu ihm gestanden hatte. Er begleitete den Leichnam nach Rom, wo er Spiele zu seinen Ehren veranstaltete. Seine Asche wurde im Mausoleum Kaiser Hadrians, der heutigen Engelsburg, beigesetzt. Der Senat erklärte Lucius Verus zum Gott, der als Divus Verus verehrt werden sollte. Der Divus Verus und der Divus Marcus Antoninus Pius (der divinisierte Mark Aurel) wurden später zusammen auch als Divi fratres verehrt. In seinen Selbstbetrachtungen allerdings überging Mark Aurel seinen toten Adoptivbruder auffälligerweise mit Schweigen und erwähnte Verus nur einmal beiläufig, ohne dabei seinen Namen zu nennen.

## Quellen

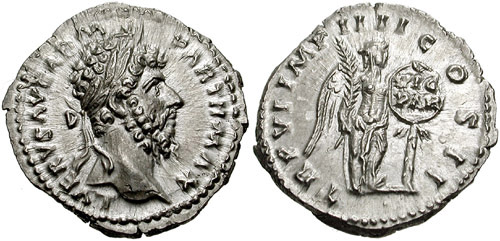
Denar des Lucius Verus